# Виды юбок
Юбка — поясная одежда развившаяся в своё время из набедренной повязки, а также — нижняя часть платья от талии до подола. Объёмно-силуэтная форма юбки обычно сводится к какому-либо из видов геометрических фигур — цилиндру, конусу или шару или их комбинации. В данной статье рассматриваются крои юбок, распространенные с начала XX века по настоящее время.

## Виды юбок

### По длине
- Макси-юбка — юбка до щиколотки.
- Миди-юбка — юбка до середины голени.
- Мини-юбка — короткая юбка, выше колен на 15 см.
- Микроюбка — по ширине длиннее широкого пояса, но короче мини-юбки.

### По покрою
- прямые
- конические
- клиньевые

По силуэту юбки могут быть:
- прямые,
- суженные книзу,
- расширенные,
- расклешенные и т. д.

По конструктивным линиям: одношовные, двухшовные, четырёхшовные, шестишовные и многошовные; со складками (плиссе, бантовым гофре, встречными, односторонними; с подрезами разнообразных форм: на кокетке, с рельефами и фасонными линиями. По линии талии могут быть с вытачками, складками, сборками, на резинке, с поясом без пояса. Застёжку в юбке делают спереди, сзади, или в левом боковом шве. Карманы разнообразные.
- Юбка прямая, «карандаш» — чертёж строится на основе прямоугольника. Юбка малого объёма, облегающая бёдра, разнообразной длины от мини до макси.
- Юбка-«тюльпан» — разновидность прямой юбки. При моделировании верхнюю часть прямоугольника расширяют больше, за счёт чего и образуются объёмные складки — фасон визуально похож на перевёрнутую чашечку цветка тюльпан[2].
- Юбка конического покроя — в основе чертежа конус (круг). Разновидности таких юбок — юбка «солнце» (солнцеклеш), «полусолнце», «колокол».
- Юбки клиньевые — юбка сшивается из нескольких симметричных клиньев.
- Юбка годе, «четырёхклинка», «шестиклинка» — разновидность клиньевой юбки.
- Юбка «Татьянка» — юбка из прямоугольного куска ткани с резинкой на талии.
- Юбка-пачка — пышная юбка на поясе или эластичной резинке, выполненная из нескольких слоев тонкой прозрачной ткани.
- Юбка-портфель — широкая юбка с запа́хом[2].
- Нижняя юбка — юбка для ношения под платьем с целью придания ему пышности[2].

## Галерея

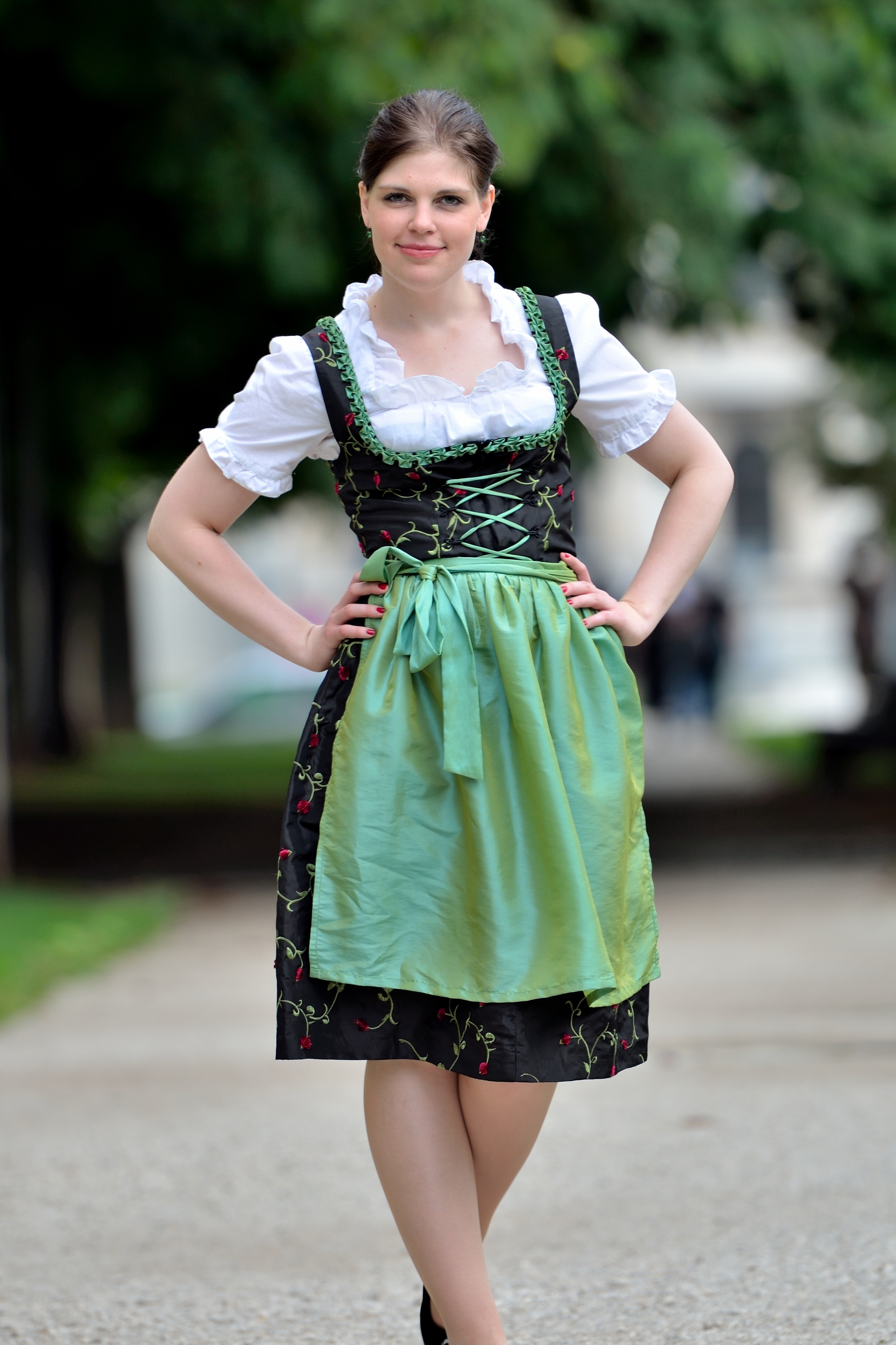
Дирндль
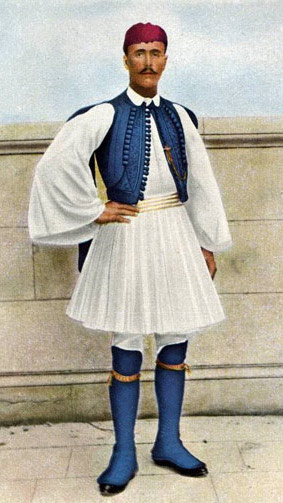
Фустанелла
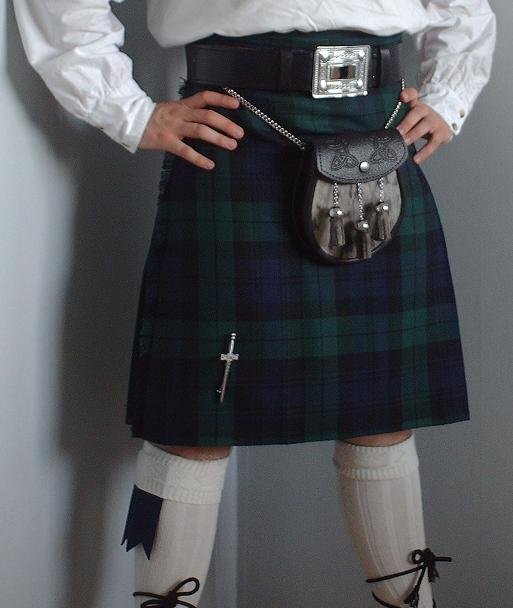
Килт
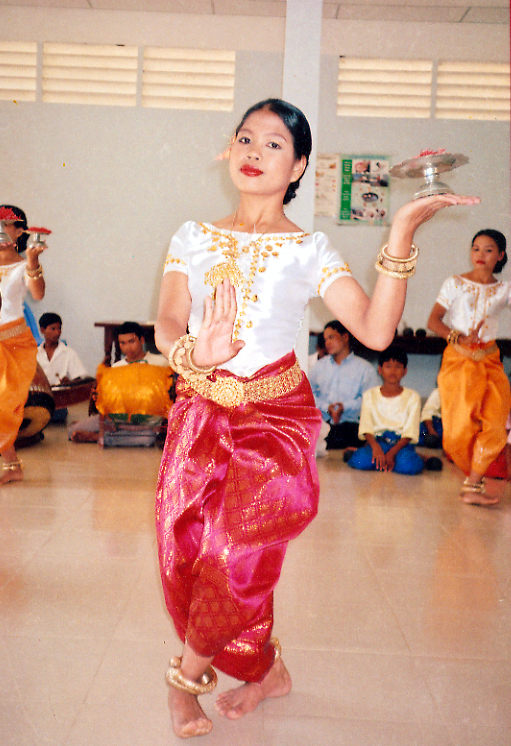
Сампот
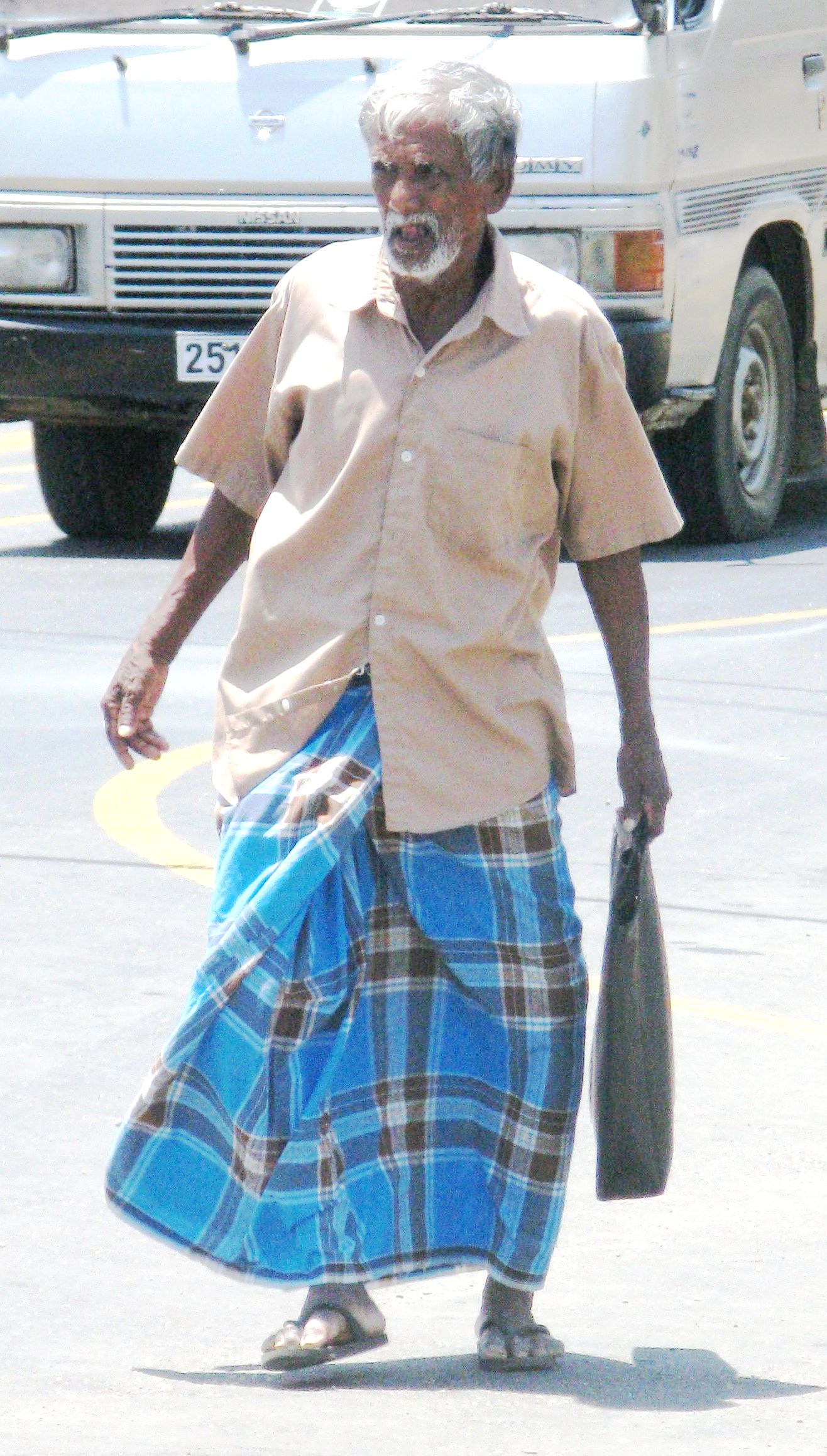
Саронг
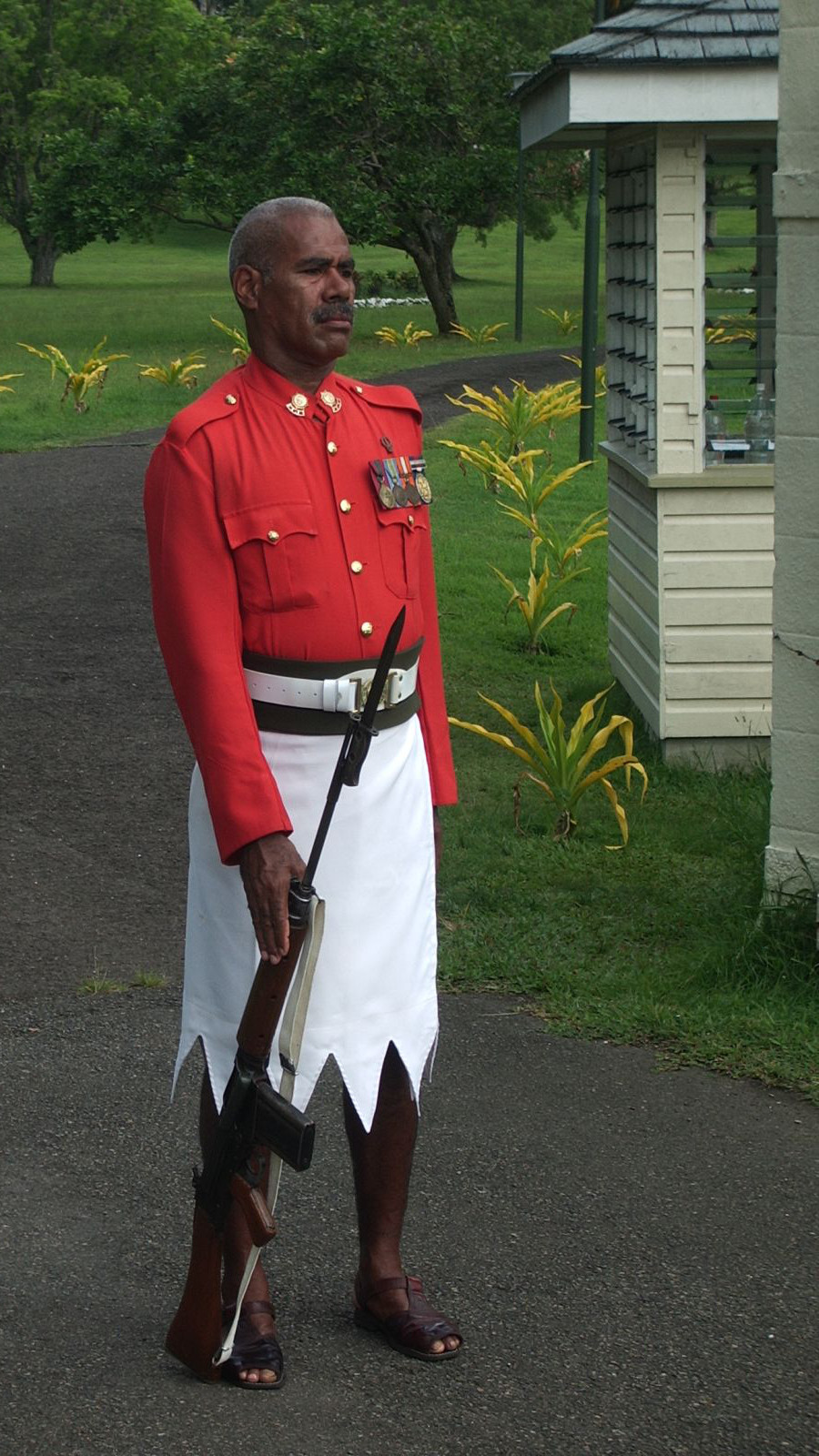
Сулу

Основные типы

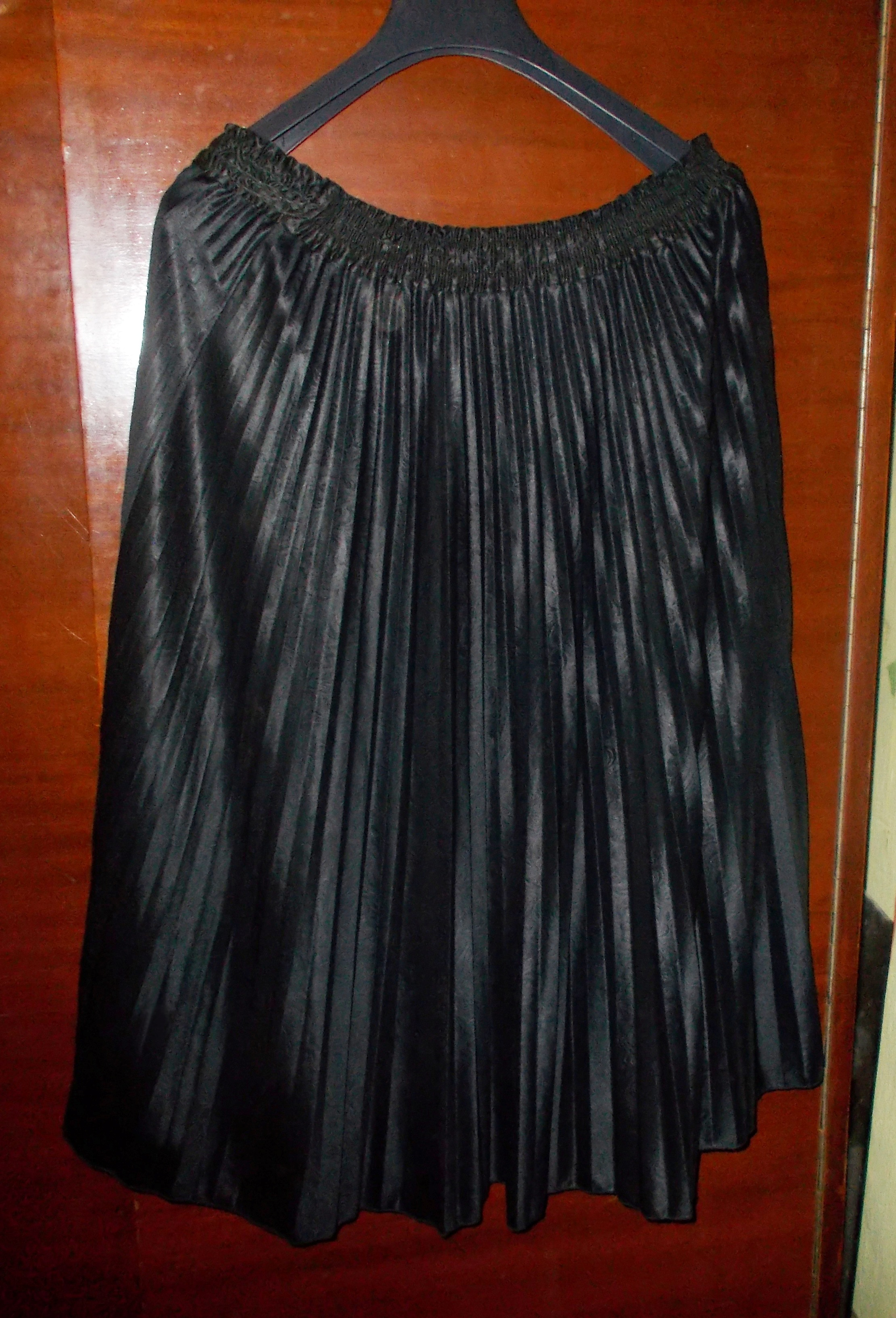
Плиссированная летняя

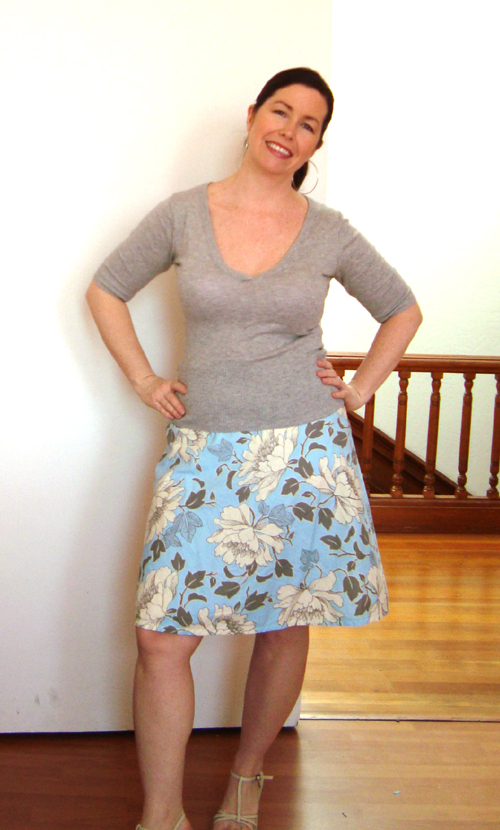
Юбка трапециевидной формы[англ.]
Круг
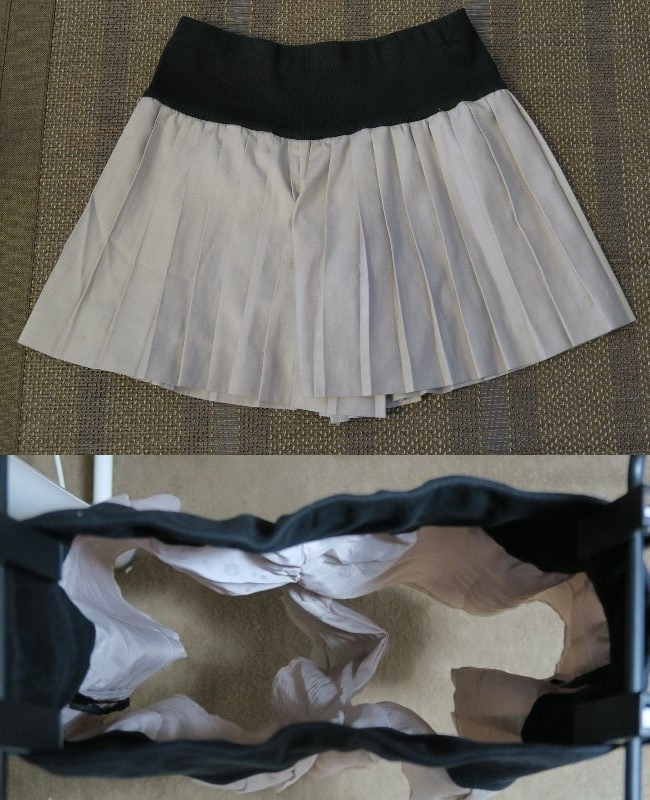
Юбка-брюки[нем.]
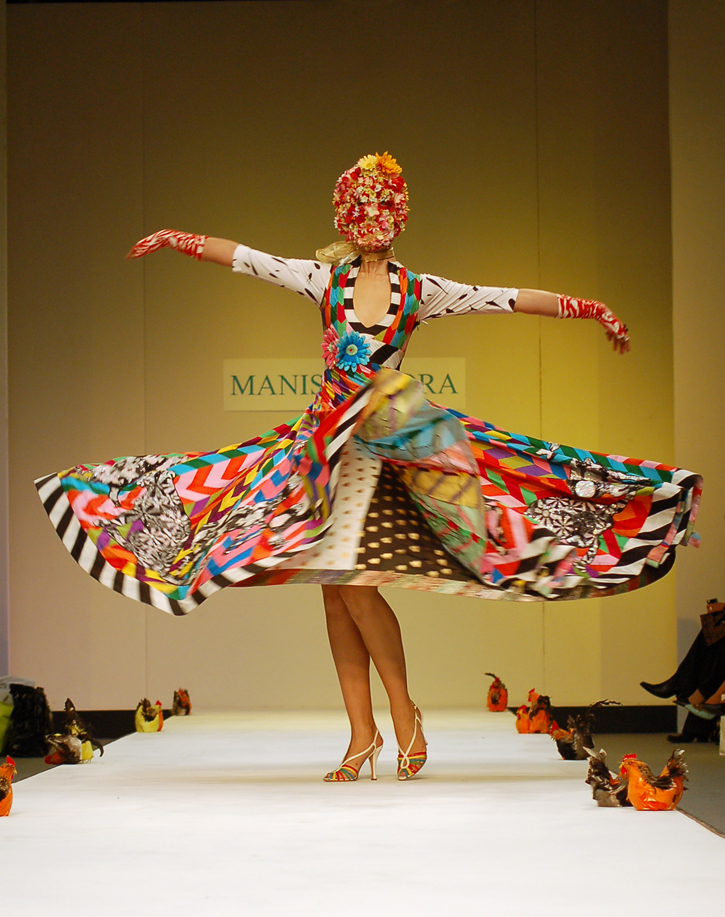
Полная (в движении)
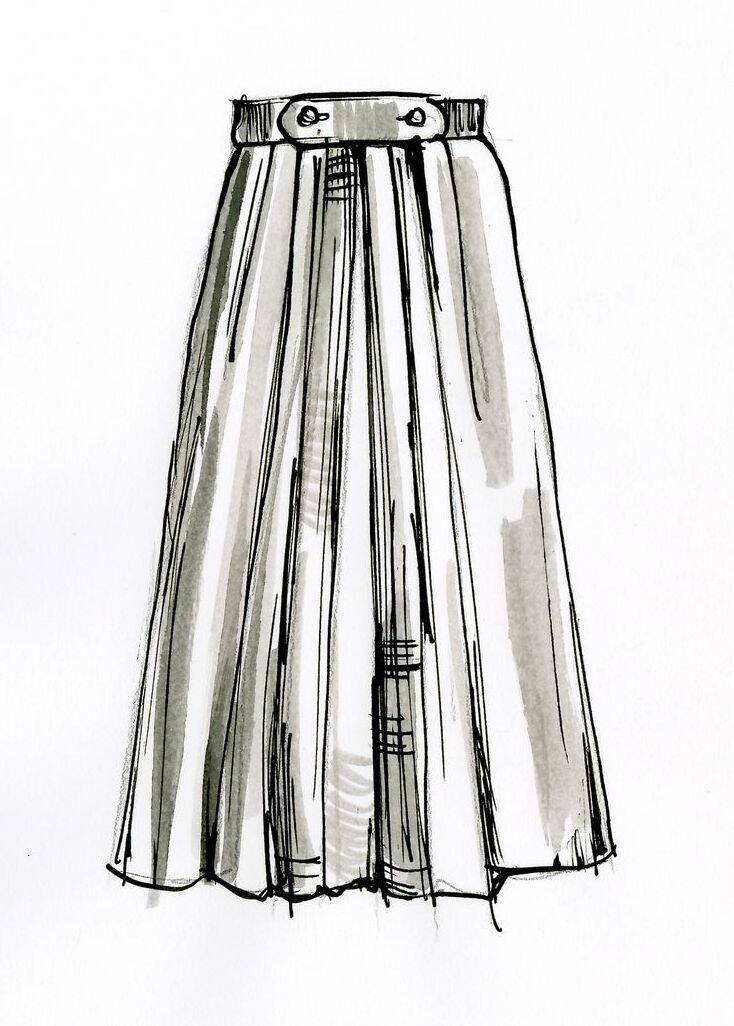
Плиссированная
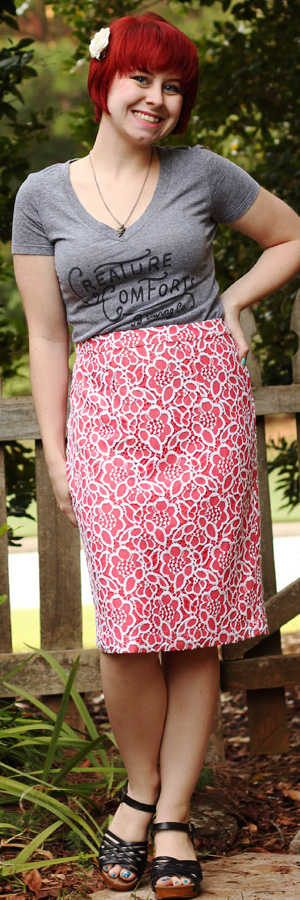
Юбка-карандаш[англ.]

Модные вариации

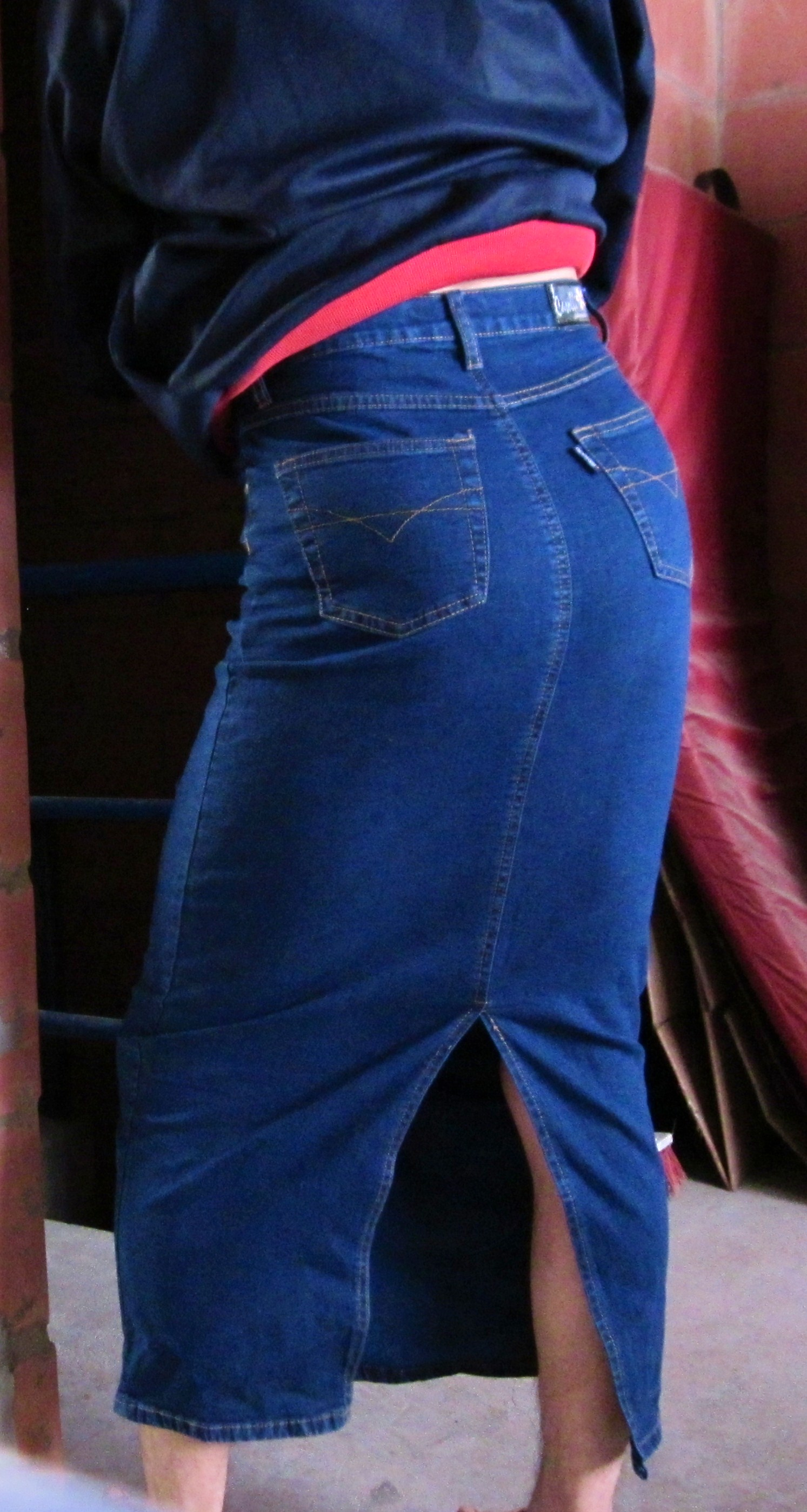
Джинсовая юбка[англ.]
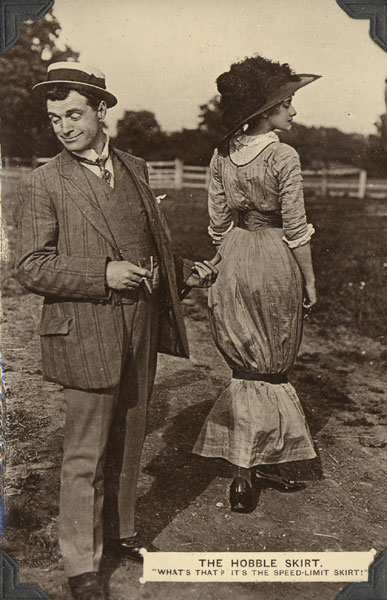
Хромая юбка
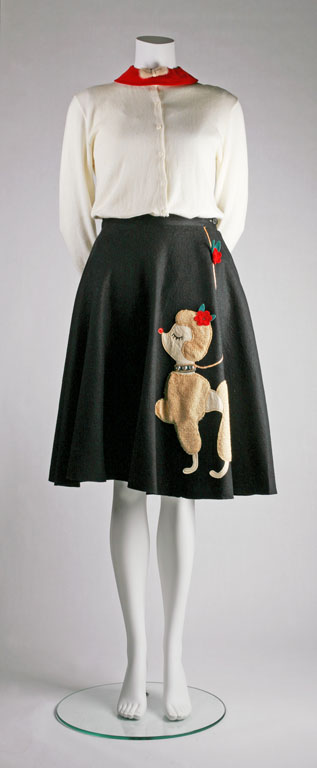
Юбка с аппликацией[англ.]
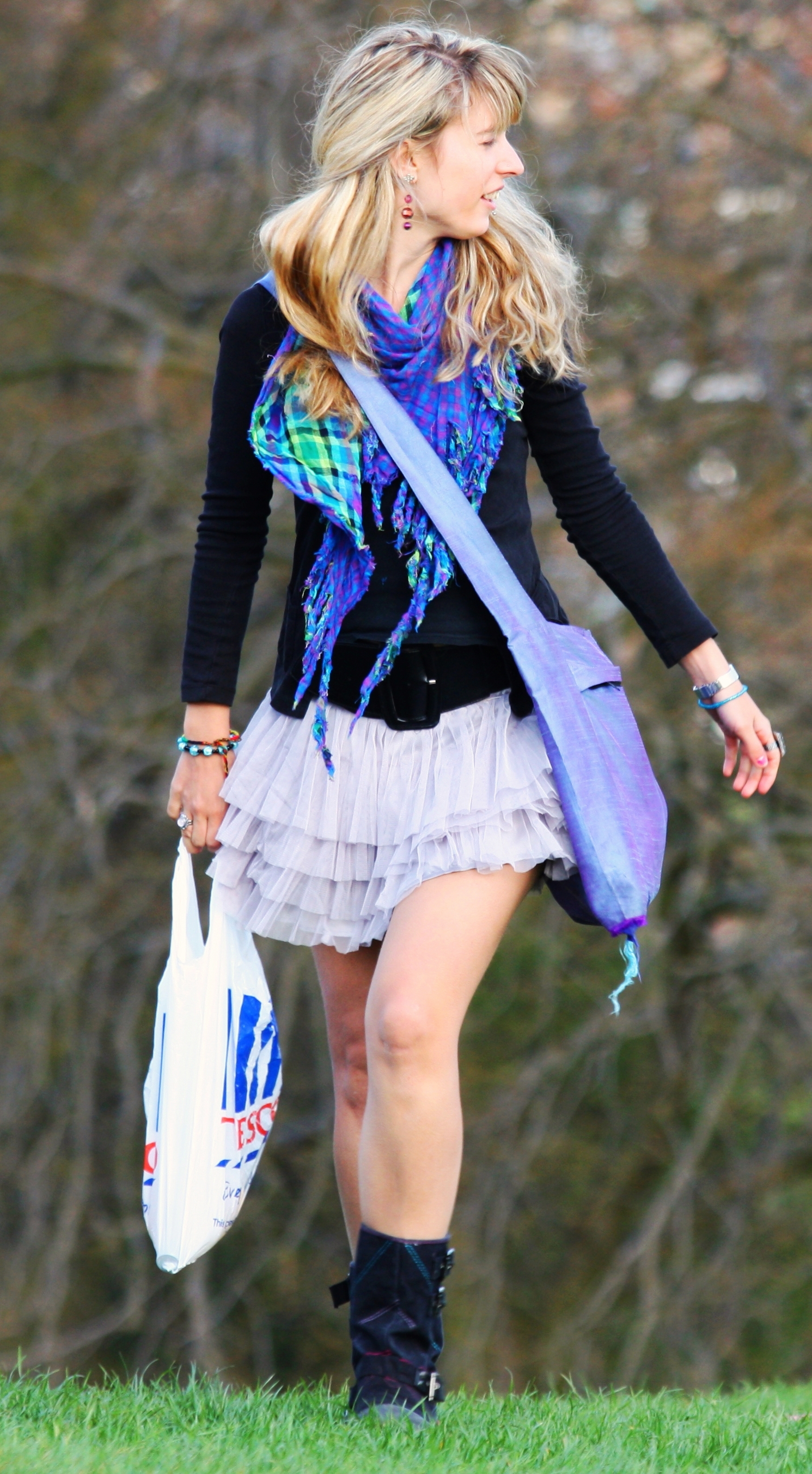
Юбка с рюшами[англ.]
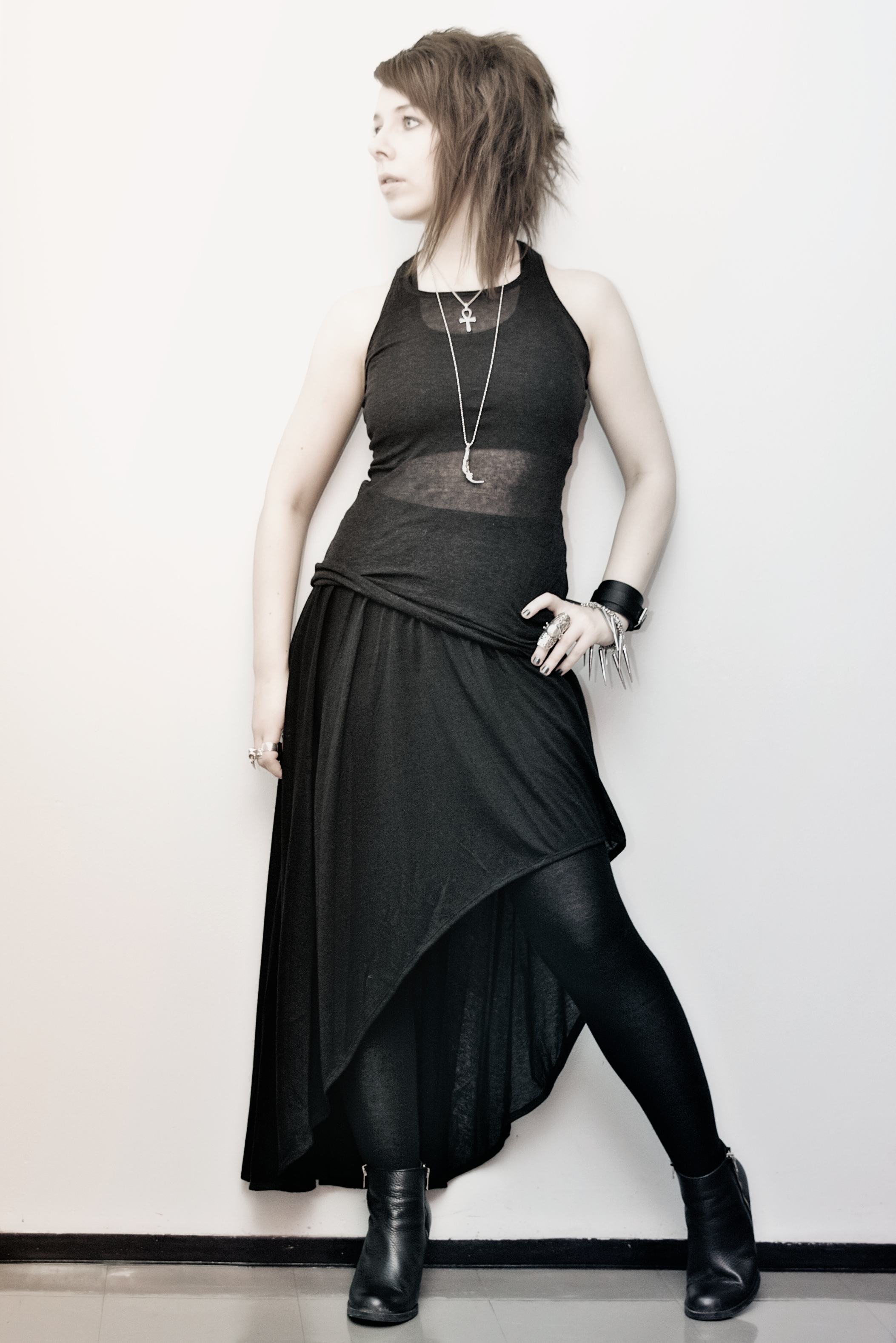
Юбка асимметричного кроя[англ.]
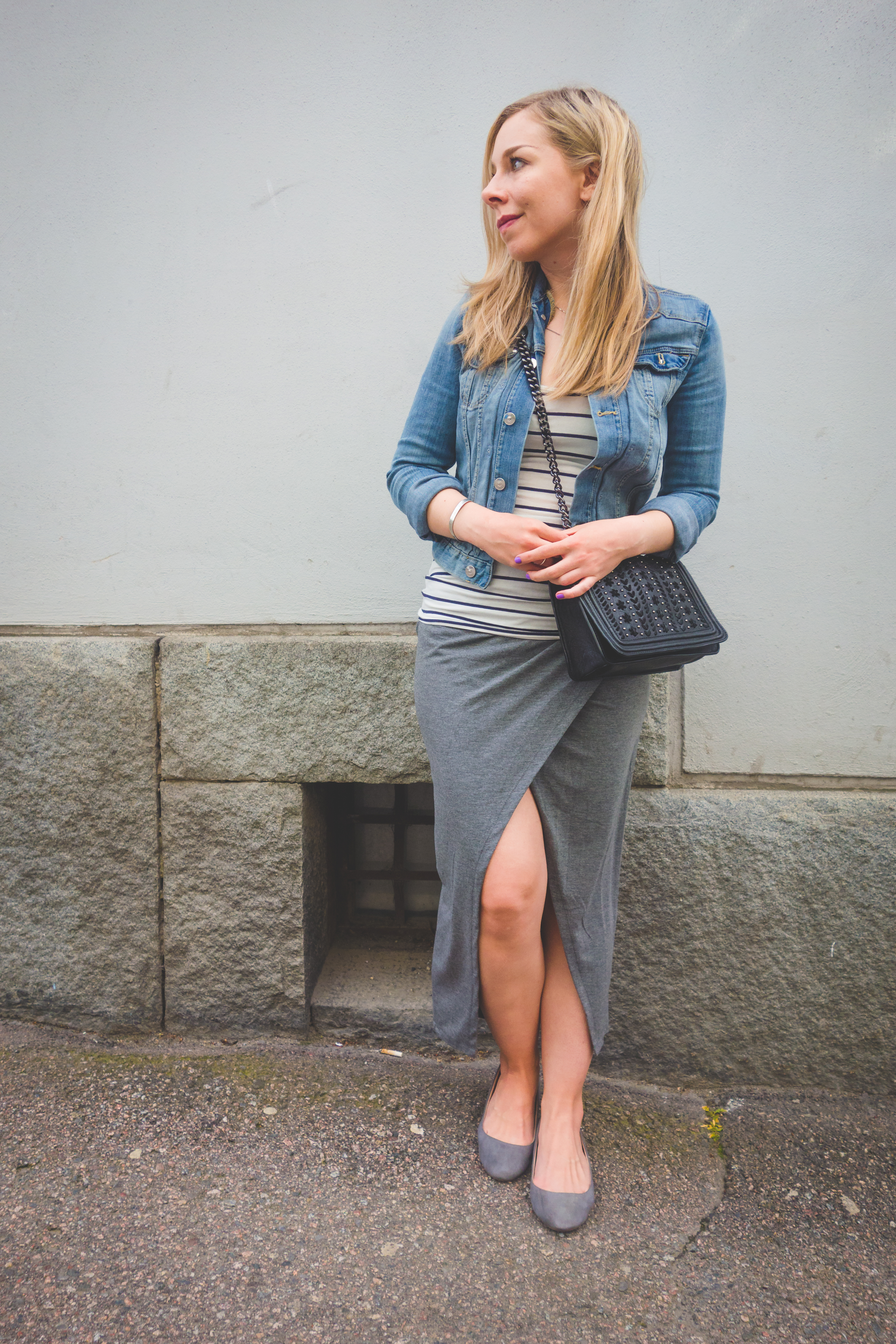
Юбка с запа́хом

Мировая культура
- Дирндль
- Фустанелла
- Килт
- Сампот[англ.]
- Саронг
- Сулу[англ.]